# دونتونيو وينغفيلد
دونتونيو وينغفيلد (بالإنجليزية: Dontonio Wingfield)‏ مواليد 23 يونيو 1974 في ألباني، هو لاعب كرة سلة أمريكي سابق. بدأ مسيرته الاحترافية في سنة 1994. تم اختياره من قبل فريق سياتل سوبرسونيكس خلال الدرافت. يبلغ طوله 6 قدم 8 بوصة (2.0 م). اعتزل اللعب في 1998.

## المسيرة الاحترافية
لعب مع سياتل سوبرسونيكس في موسم 1994–1995، ثم لعب مع بورتلاند ترايل بلايزرز من سنة 1995 إلى 1998، ثم لعب مع نادي ليون لكرة السلة في الدوري الإسباني في سنة 1998.

## روابط خارجية
- دونتونيو وينغفيلد على موقع إن بي أي (الإنجليزية)
- دونتونيو وينغفيلد على موقع سبورتس رفرنس (الإنجليزية)
- دونتونيو وينغفيلد على موقع الدوري الإسباني لكرة السلة (الإسبانية)
- دونتونيو وينغفيلد على موقع كرة السلة الأوروبية.كوم (الإنجليزية)
- دونتونيو وينغفيلد على موقع كلية كرة السلة في سبورتس رفرنس.كوم (الإنجليزية)
- دونتونيو وينغفيلد على موقع ريلجم (الإنجليزية)
- دونتونيو وينغفيلد على موقع بروبوليرز (الإنجليزية)
- دونتونيو وينغفيلد على موقع سبورتس رفرنس (الإنجليزية)